# Дигидрид нептуния
Дигидр́ид непту́ния — бинарное неорганическое соединение
нептуния и водорода
с формулой NpH2,
чёрные кристаллы с металлическим блеском.

## Получение
- Реакция водорода и металлического нептуния:

{\displaystyle {\mathsf {Np+H_{2}\ {\xrightarrow {T}}\ NpH_{2}}}}

## Физические свойства
Дигидрид нептуния образует чёрные, с металлическим блеском кристаллы кубической сингонии, параметры ячейки a = 0,5343 нм, Z = 4, d = 1 г/см3.